# پن، باکینگهام‌شر
پن (به انگلیسی: Penn) یک روستا و محله مدنی در بریتانیا است که در Chiltern واقع شده‌است. پن ۳٬۹۶۱ نفر جمعیت دارد.